# Joaquín Planell Riera
Joaquín Planell Riera (Vitoria, 22 de novembre de 1891 - Madrid, 3 de juliol de 1969) va ser un militar i polític català, fills de catalans, pare militar.

## Biografia
El 1910 va ingressar en l'Acadèmia d'Artilleria, s'hi graduà en 1915 i fou destinat a la fàbrica d'artilleria de Trubia. Després va formar part de diverses comissions tècniques, viatjant als Estats Units en 1923. Va participar en les campanyes del Marroc i va rebre la Creu Llorejada de Sant Ferran per les seves accions al desembarcament d'Alhucemas (1926). Va exercir d'agregat militar de l'ambaixada de la Segona República Espanyola als Estats Units entre 1930 i 1934.
El cop d'estat del 18 de juliol de 1936 el va sorprendre a Alacant, on fou empresonat. Pel juliol de 1937 aconseguí escapar-se i es va unir el bàndol revoltat en la Guerra Civil Espanyola. Fou nomenat cap de la seu de la fabricació del Quartell General del general Franco entre 1937 i 1939. Després de la guerra va ser nomenat Vicepresident de l'INI entre 1945 i 1951, i ministre d'Indústria entre 1951 i 1962. La seva influència en l'INI fonamental per a instal·lar a Barcelona la SEAT (Societat Espanyola d'Automòbils de Turisme), que va ser fundada en 1950 per l'INI
Durant la seva gestió es va crear l'Empresa Nacional Calvo Sotelo (posteriorment Repsol). Després del seu cessament va ser designat Director del Banco de Crédito Industrial. Va morir després d'una llarga malaltia i fou enterrat a La Pola Siero.